# Breezy
Breezy és una pel·lícula estatunidenca dirigida per Clint Eastwood el 1973 i doblada al català.
Breezy, el malnom de l'heroïna, significa desimbolt, jovial, actiu.
Clint Eastwood no actua a Breezy (a diferència del que va fer en altres pel·lícules que va dirigir), però apareix en un cameo durant 5 segons no reportats en els crèdits: és l'home recolzat en la barana al parc.

## Argument
Edith Alice "Breezy" Breezerman (Kay Lenz) és una jove hippie de disset anys que erra amb la seva guitarra. Frank Harmon (William Holden) és un agent immobiliari de mitjana edat, divorciat. Ella és desimbolta, ell és un os cínic. Tot els separa però la seva trobada fortuïta els submergeix en una història d'amor que haurà d'enfrontar les idees rebudes i els "a priori" socials.... La pel·lícula explica la història d'amor: una faula romàntica escrita per Jo Heims.
Frank Harmon porta en cotxe a una jove: Edith Alícia Breezeman, que es fa dir Breezy. I la porta a casa seva. L'hospitalitat ha de ser de curta durada, però es converteix en dies. Pràcticament, la noia s'instal·la a la vila als turons de Hollywood, on Frank viu sol. En un moment donat, Breezy declara a Frank tot el seu amor. Frank, després de la renuència inicial, cedeix al sentiment i l'atracció física per Breezy. I al seu torn s'enamora. Però hi ha encara el problema de la diferència d'edat.
Per tant, influït per un amic de la seva mateixa edat i la desaprovació del seu entorn social, Frank trenca bruscament la relació. Parla amb Betty, vídua després d'una setmana de noces, però s'entén com "un minut feliç que de vegades pot valer tota una vida." Així que va a buscar a Breezy i immediatament torna a fer la seva relació, encara que tots dos són molt conscients que tard o d'hora acabarà la seva relació de veritat i per sempre.

## Repartiment
- William Holden: Frank Harmon
- Kay Lenz: Edith Alice Breezerman, 'Breezy'
- Roger C. Carmel: Bob Henderson
- Marj Dusay: Betty Tobin
- Joan Hotchkis: Paula Harmon
- Jamie Smith-Jackson: Marcy
- Norman Bartold: l'home al cotxe
- Lynn Borden: la cita nocturna d'Harmon
- Shelley Morrison: Nancy Henderson
- Dennis Olivieri: Bruno
- Eugene Peterson: Charlie

## Nominacions
El 1974, la pel·lícula va ser nominada tres vegades als Premi Globus d'Or:
- Globus d'Or a la millor banda sonora original per a Michel Legrand
- Globus d'Or a la millor cançó original (Breezy's Song)
- Globus d'Or a la millor esperança femenina per Kay Lenz